# 두부밥
두부밥은 두부를 삼각형으로 자른 뒤 구운 두부 가운데에 칼집을 내어 그 속에 밥을 채워 위에 양념장을 얹혀 먹는 북한의 인기 길거리 음식이다. 인조고기밥과 유사하지만 다른 음식이다.

## 같이 보기
- 인조고기밥